# Rivière Maccan (île d'Anticosti)
Pour les articles homonymes, voir Rivière Maccan.
La rivière Maccan est un cours d'eau de l'île d'Anticosti se jetant dans le golfe du Saint-Laurent. Il coule dans la municipalité de L'Île-d'Anticosti, au Québec (Canada).

## Toponymie
Cette désignation toponymique est indiquée en 1924 dans le Bulletin de la Société de géographie de Québec, ainsi que dans l'ouvrage de Joseph Schmitt de 1904, intitulé « Monographie de l'île Anticosti ».
Le toponyme « rivière Maccan » a été officialisé le 5 décembre 1968.

## Géographie
La rivière Maccan tire sa source d'un ruisseau forestier (altitude: 205 m), situé au centre-est de l'île. Cette source est située en zone forestière à:
- 69,2 km à l'ouest de Heath Point (extrémité est de l'île);
- 20,2 km au nord de la rive sud de l'île d'Anticosti;
- 23,5 km au sud de la rive nord de l'île d'Anticosti;
- 139,7 km à l'est de Port-Menier[3].

À partir de sa source, la rivière Maccan descend entre la Petite rivière de la Chaloupe (située du côté est) et la rivière Ferrée (côté ouest). La rivière Maccan coule généralement vers le sud, sur 23,3 km avec un dénivelé de 204 m, selon les segments suivants:
- 17,3 km d’abord vers le sud-ouest puis vers le sud en recueillant deux ruisseaux du nord-est et dix ruisseaux de l'ouest, jusqu'à un ruisseau (venant du nord-est);
- 6,0 km vers le sud en courbant vers le sud-est et en traversant des zones de marais dans le plat du littoral sud de l'île en formant un crochet de 0,4 km vers le sud-ouest en fin de segment, jusqu’à son embouchure[3].

La rivière Maccan se déverse en zone de marais sur la rive sud de l'île d'Anticosti, dans le golfe du Saint-Laurent, du côté ouest de la Pointe Bilodeau. Cette confluence est située à 3,0 km à l'ouest de l'embouchure de la rivière Bilodeau, à 4,8 km à l’est de l'embouchure de la rivière Ferrée et à 144,4 km à l’est de Port-Menier.